# Audren (auteur-interprète)
Pour les articles homonymes, voir Audren.
Audren, née à Paris le 1er septembre 1962, est une écrivaine, poète et auteur-compositeur-interprète de chansons.

## Biographie
Audren a vécu aux États-Unis où elle a appris le chant et la danse mais c'est en France qu'elle a obtenu une licence de Lettres et d’Arts plastiques. Elle a également suivi une formation de scénariste à La Femis. Elle aime les voyages et écrit depuis toujours pour s'inventer des périples supplémentaires. 
Lorsqu'elle n'écrit pas, elle chante (pop/soul/groove).  Avec son compagnon le guitariste-compositeur Chris Rime], elle a co-réalisé plusieurs albums mais aussi des chansons pour le cinéma, la télévision, les jeux vidéo, dont  le titre The darkstone will shine qui accompagne le jeu vidéo Darkstone (1 million d’exemplaires vendus dans le monde (PC et Playstation).
En 2003, gravement atteinte  et immobilisée par la maladie de lyme, Audren s'est vue contrainte d'arrêter de chanter pendant plusieurs années et s'est alors  tournée vers l'écriture. Ainsi est-elle  devenue aujourd'hui l'auteure  d'une quarantaine de romans (dont certains best sellers, plus de 600 000 exemplaires vendus), de pièces de théâtre, et de recueils de poèmes.
Sa santé s'améliorant, Audren est revenue finalement à la musique  (Albums "Healing Blue" et "Mama's groove", des concerts et de nombreux singles).
Audren a réalisé aussi une quinzaine de clips musicaux ( voir la playlist sur Pumplestone videos- Youtube). Elle a  écrit et  réalisé son premier court métrage (25 minutes) en 2015 ("George Clooney".), dans lequel on retrouve Sanseverino et Ismaël Jolé-Ménébhi. 
Elle dirige depuis peu la société Pumplestone,  une maison de production/édition et promotion artistique. 
Ses romans ont été primés par une quarantaine de jurys littéraires.

## Œuvres

### Ouvrages
- Neuf, Éditions du Seuil, points Virgule , 2002
- Comptines du bout du nez, poèmes, Éditions Blanc Silex, 2003
- L'Autre, L'École des loisirs, collection Médium, 2006
- Le Paradis d'en bas - tome 1, L'École des loisirs, collection Neuf, 2006
- Le Poisson qui souriait, L'École des loisirs, collection Neuf, 2006
- La Question des Mughdis, L'École des loisirs, collection Médium, 2006
- Les Aventures d'Olsen Petersen - tome 1, Neuf, L'École des loisirs, collection Médium, 2007
- Les Aventures d'Olsen Petersen - tome 2, J'ai été vieux, L'École des loisirs, collection Médium, 2007
- J'ai eu des ailes, L'École des loisirs, collection Neuf, 2007
- Les Mots maléfiques, L'École des loisirs, collection Mouche, 2007
- Le Petit prince noir et les 1213 moutons, L'École des loisirs, collection Neuf, 2007
- Réservé à ceux, L'École des loisirs, collection Neuf, 2007
- Les Aventures d'Olsen Petersen - tome 3.  L'École des loisirs, collection Médium, 2008
- Bizarre, bizarre, L'École des loisirs, collection Mouche, 2008
- Le Paradis d'en bas - tome 2, L'École des loisirs, collection Neuf, 2008
- Puisque nous sommes toi, L'École des loisirs, collection Médium, 2008
- C'est l'aventure !, L'École des loisirs, collection Médium, 2009
- Celle que j'aime, L'École des loisirs, collection Mouche, 2009
- Mon sorcier bien-aimé, L'École des loisirs, collection Neuf, 2009
- Mauvais élève, L'École des loisirs, collection Neuf, 2010
- Le Paradis d'en bas - tome 3, L'École des loisirs, collection Neuf, 2010
- La Rédaction de Soleman, L'École des loisirs, collection Mouche, 2010
- La Remplaçante, L'École des loisirs, collection Théâtre, 2010
- Il était une fois dans l'Est, L'École des loisirs, collection Médium, 2011
- Même pas mort !, L'École des loisirs, collection Théâtre, 2011
- La question qui tue, L'École des loisirs, collection Neuf, 2011
- Les Zinzins de l'assiette, L'École des loisirs, collection Neuf, 2011
- Les orphelines d'Abbey Road, Tome 1, le Diable Vert, L'École des loisirs, 2012
- Les orphelines d'Abbey Road, Tome 2, le Monde d'Alvénir, L'École des loisirs, 2013
- Les orphelines d'Abbey Road, Tome 3, Les Lumières du passé, L'École des loisirs, 2013
- Ma grand-mère m'a mordu, L'École des loisirs, 2013
- Les orphelines d'Abbey Road, Tome 4, L'invasion des Mogadors, L'École des loisirs, 2014
- Mon chien est raciste, Editions Albin Michel Jeunesse, 2015
- Wild girl, Albin Michel / Collection Litt' , 2015
- Les Disparues de Pumplestone, Editions Albin Michel Jeunesse, 2016
- Il est mort jeune le pauvre vieux, poèmes, Editions du  mercredi , 2017
- Wondercat, Tome 1, Un chat bleu très très spécial Editions Albin Michel Jeunesse, 2017
- Wondercat, Tome 2, Voyage dans le temps, Editions Albin Michel Jeunesse, 2017
- Wondercat, Tome 3, Une peur bleue, Editions Albin Michel Jeunesse, 2017
- Puisque nous sommes toi (nouvelle édition) , Editions du mercredi, 2017
- L'art discret de bien mentir, Editions City, 2017
- Trois histoires de Noël pas comme les autres, Albin Michel Jeunesse, 2017
- La petite épopée des pions, Editions MeMo, 2018
- Les vrais filles et les vraies garçons, Editions Thierry Magnier, 2019
- L'art discret de bien mentir - Poche , Editions City, 2020

### Enregistrements
- 1997 : Soul preserves - Crime prod, Night and day . (L.P)
- 1998:  Stairway to heaven - Crime prod, Night and day. (Single)
- 2001 : The Darkstone will shine (chanson du jeu vidéo Darkstone) - SONY. (Single)
- 2003 : Private lounge ( with Bühl, many rainbows) . EMI
- 2005 : Blues Black Home, RIME, (Auteur des chansons) -  Night and day.  (L.P)
- 2007 : Rime Live   (Auteur des chansons) - Nocturne. (L.P)
- 2009 : Healing Blue  - Sydjem (L.P)
- 2015: Mama's Groove - Sydjem (L.P)
- 2016: I'm just cool - Sydjem (Single)
- 2020: Just the two of us - Sydjem (Single)
- 2022: Gamers only - Sydjem (Single)
- 2025: A New Page - Pumplestone (Single